# Spathidexia dunningii
Spathidexia dunningii là một loài ruồi trong họ Tachinidae.